# Rue Crillon (Paris)
Pour les articles homonymes, voir Rue Crillon.
La rue Crillon est une voie du 4e arrondissement de Paris, en France.

## Situation et accès
La rue Crillon est une voie publique située dans le 4e arrondissement de Paris. Elle débute au 4 bis, boulevard Morland et se termine au 4, rue de l'Arsenal.

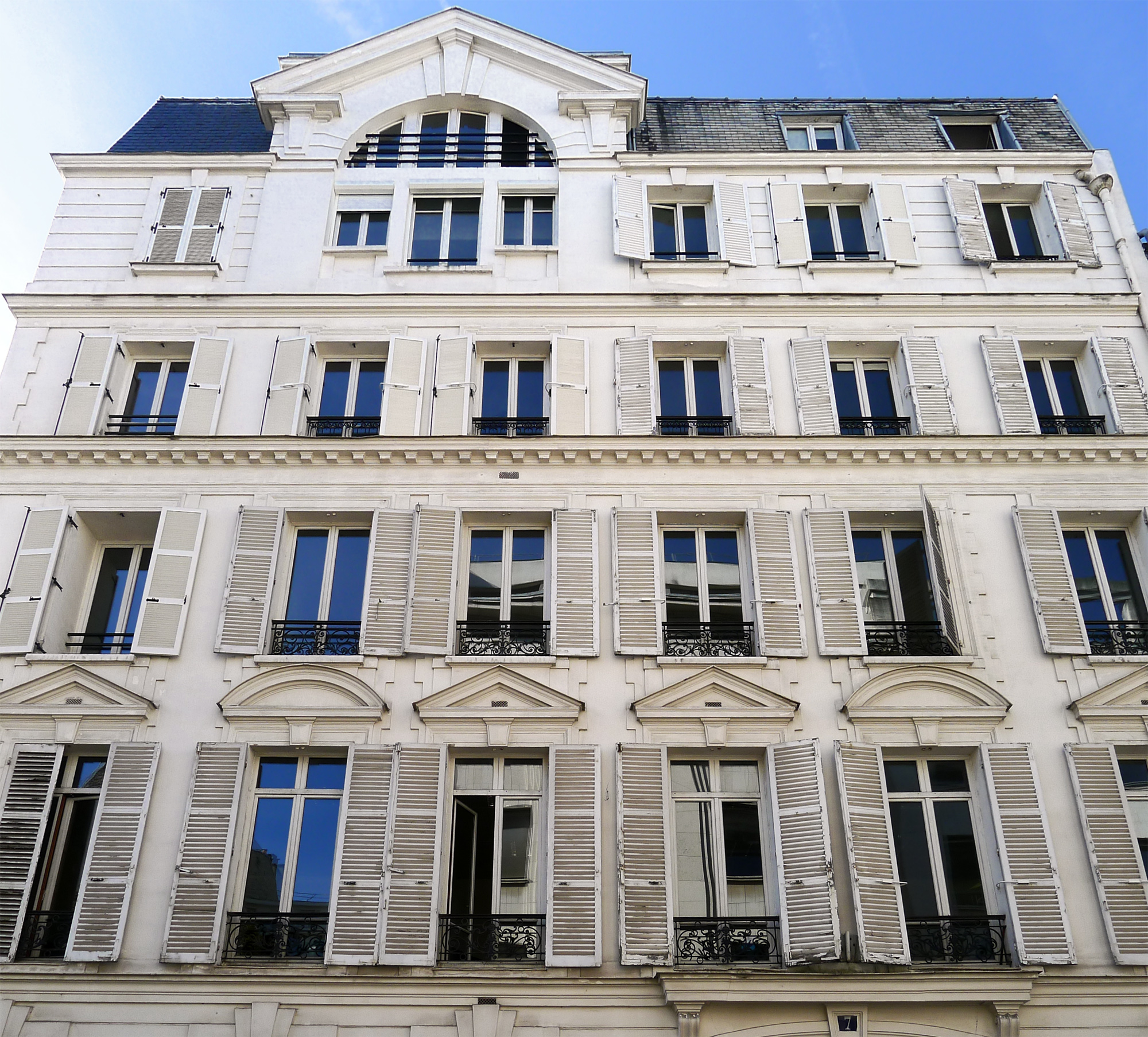
No 7.
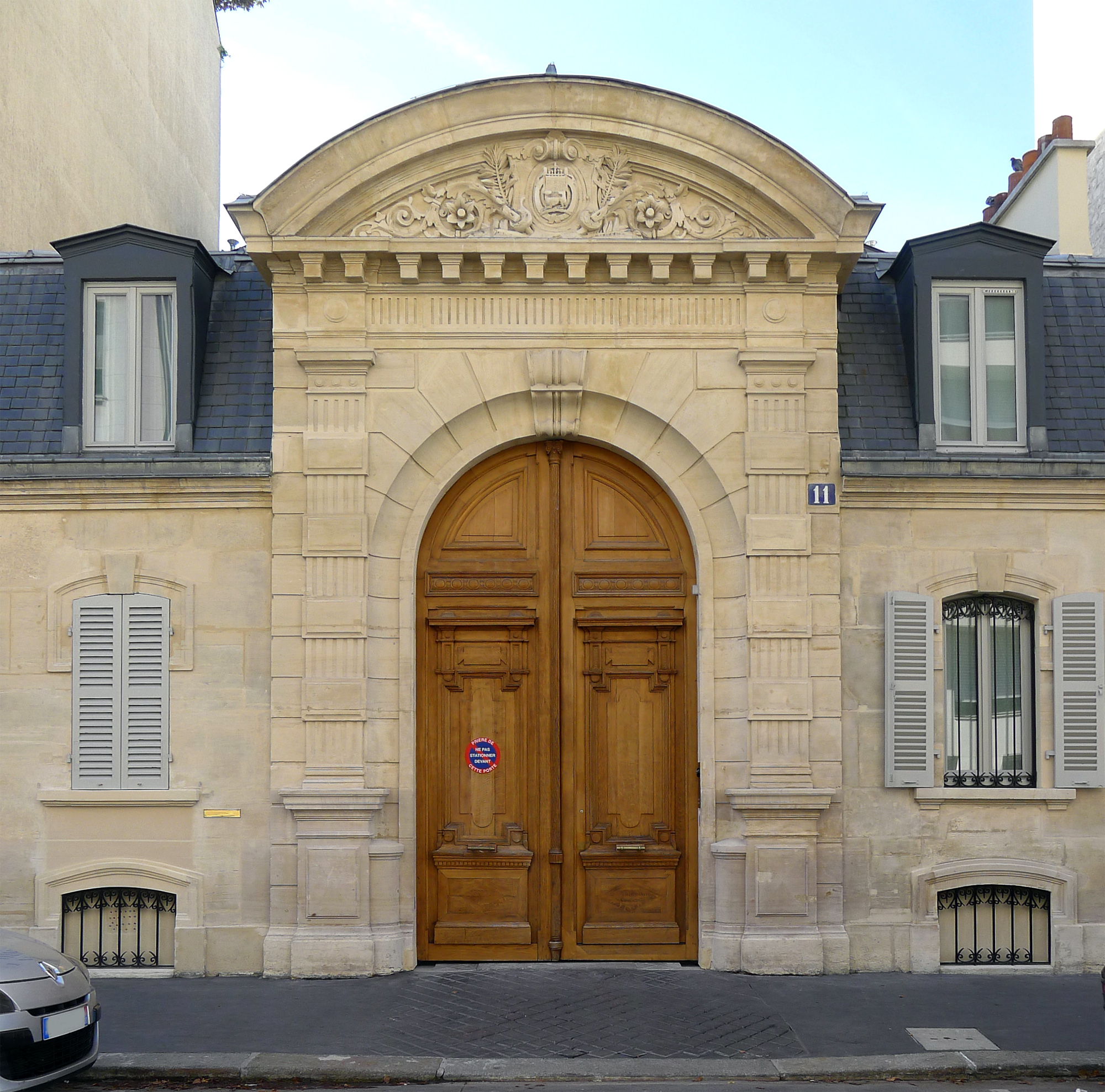
No 11, l'hôtel de Ferriot, datant de la seconde moitié du XIXe siècle.

## Origine du nom
Elle porte le nom de Louis des Balbes de Berton de Crillon, qui participa à la bataille d'Ivry et au siège de Paris en 1590, au côté d'Henri IV.

## Historique
La rue a été ouverte en 1843, en bordure ouest du grenier de réserve, sur des terrains qui dépendaient de l'Arsenal et prend sa dénomination actuelle le 5 août 1844.